# Sojuz 24
Sojuz 24 è la denominazione di una missione della navicella spaziale Sojuz verso la stazione spaziale sovietica Saljut 5 (ALMAZ 3). Si trattò del ventitreesimo volo equipaggiato di questa capsula, del quarantaduesimo volo nell'ambito del programma Sojuz sovietico nonché del terzo volo equipaggiato verso la predetta stazione spaziale (il secondo che riuscì effettivamente ad agganciarsi alla stazione con conseguente visita e soggiorno all'interno della stazione stessa).

## Equipaggio

### Equipaggio principale
| Ruolo             | Equipaggio                         | Equipaggio                         |
| ----------------- | ---------------------------------- | ---------------------------------- |
| Comandante        | Viktor Gorbatko, GCTC Secondo volo | Viktor Gorbatko, GCTC Secondo volo |
| Ingegnere di volo | Jurij Glazkov, GCTC Primo volo     | Jurij Glazkov, GCTC Primo volo     |

### Equipaggio di riserva
| Ruolo             | Equipaggio               | Equipaggio               |
| ----------------- | ------------------------ | ------------------------ |
| Comandante        | Anatolij Berezovoj, GCTC | Anatolij Berezovoj, GCTC |
| Ingegnere di volo | Michail Lisun, GCTC      | Michail Lisun, GCTC      |

## Missione
La missione ebbe come primo incarico chiarire le motivazioni che avevano comportato all'interruzione prematura della missione della Sojuz 21. Inizialmente si presumeva la presenza di gas tossici oppure di resti di carburante nell'aria presente all'interno della stazione spaziale il cui respiro avrebbe potuto compromettere in una maniera alquanto critica la missione stessa, quindi l'equipaggio entrò nell'interno della stazione solo munito di apposita maschera antigas. Ben presto fu però constatato che queste presunzioni furono del tutto inutili dato che la miscela d'ossigeno e di azoto era perfettamente pulita e pertanto non creava dei problemi per la respirazione.
Per ovviare questo problema, la stazione era dotata di apposita strumentazione che consentiva di effettuare uno scambio completo dell'atmosfera di bordo mediante l'apposita chiusa d'aria, cioè decomprimendo l'abitacolo per farlo successivamente adeguare alla pressione normale. Questo non fu necessario ma ciò nonostante si decise di svolgere questa procedura quale esperimento per accertare le reazioni in caso di future necessità o analoghi problemi. La procedura prevedeva la decompressione, cioè la fuoriuscita d'aria da una parte della stazione spaziale, mentre la stessa veniva sostituita da aria che veniva trasportata all'interno della stazione dalle riserve della capsula della Sojuz 24. Durante questa procedura era prevista l'esecuzione di un'attività extraveicolare la quale però venne cancellata.
L'equipaggio assunse successivamente la continuazione dei programmi interrotti dai loro predecessori. La Saljut 5 faceva parte, quale stazione spaziale ALMAZ 3, del programma spaziale militare sovietico. Pertanto un punto fondamentale degli esperimenti da eseguire fu il caricamento di una capsula di ritorno priva di equipaggio con pellicole filmiche, immagini fotografiche ed altri risultati ottenuti durante i vari esperimenti di carattere scientifico. La capsula si staccò dalla Saljut il 26 febbraio e poté essere recuperata dalle squadre di recupero a terra. Un tentativo analogo era già previsto in precedenza con la stazione spaziale Saljut 3 (ALMAZ 2) ma per varie ragioni (in particolar modo perché la Sojuz 15 non fu in grado di agganciarsi correttamente alla stazione) non poté mai essere eseguito.
La missione si concluse dopo 18 giorni - un periodo decisamente breve per missioni condotte su stazioni spaziali. Fonti ufficiali indicano comunque che durante questo breve periodo, svoltosi però con enorme sforzo da parte dei cosmonauti, si sia raggiunto quasi lo stesso numero di risultati ottenuti durante i 50 giorni precedenti in cui l'equipaggio della Sojuz 21 era rimasto a bordo.

## Ulteriori dati di volo
I parametri sopra elencati indicato i dati pubblicati immediatamente dopo il termine della fase di lancio. Le continue variazioni ed i cambi di traiettoria d'orbita sono dovute alle manovre di aggancio. Pertanto eventuali altre indicazioni risultanti da fonti diverse sono probabili ed attendibili in considerazione di quanto descritto.